# The Black Rider
The Black Rider är ett album gjort av Tom Waits från 1993.

## Låtlista
Låtarna skrivna av Tom Waits, där inget annat namn anges.
1. "Lucky Day"
2. "The Black Rider"
3. "November"
4. "Just The Right Bullets"
5. "Black Box Theme"
6. "'Taingt No Sin" (Walter Donaldson, Edgar Leslie)
7. "Flash Pan Hunter"
8. "That's the Way" (Tom Waits, William S. Burroughs)
9. "The Briar And the Rose"
10. "Russian Dance"
11. "Gospel Train"
12. "I'll Shoot the Moon"
13. "Flash Pan Hunter" (Tom Waits, William S. Burroughs)
14. "Crossroads" (Tom Waits, William S. Burroughs)
15. "Gospel Train"
16. "Interlude" (Greg Cohen)
17. "Oily Night"
18. "Lucky Day"
19. "The Last Rose of Summer"
20. "Carnival"